# Pincevent
Pincevent est un site préhistorique de plein-air situé sur la commune de La Grande-Paroisse, en Seine-et-Marne, dans la vallée de la Seine, en aval de Montereau-Fault-Yonne.
C'est le plus grand gisement magdalénien fouillé en Europe et l'un des mieux conservés. Il a livré les vestiges d'un campement magdalénien saisonnier de chasseurs de rennes datant d'environ 12 300 ans avant le présent (AP). Sa découverte en 1964, puis sa fouille sous la direction d'André Leroi-Gourhan, ont permis des progrès importants dans la connaissance du Magdalénien mais aussi dans les méthodes de l'archéologie préhistorique.

## Situation
Pincevent se trouve à 85 km au sud-est de Paris, dans le sud du département de Seine-et-Marne, sur la commune de la Grande-Paroisse, sur la rive gauche (côté sud) de la Seine, à environ 5 km en aval et à l'ouest de la confluence de l'Yonne qui vient du sud (ville de Montereau-Fault-Yonne à cette confluence), et à environ 7 km en amont de la confluence du Loing venant lui aussi du sud (ville de Moret-sur-Loing à cette confluence). La rivière Orvanne, affluent du Loing, coule à seulement 4 km à l'ouest du site. Nemours et son musée départemental de Préhistoire d'Île-de-France sont à 23 km au sud-ouest.
Le site est traversé de nos jours par la ligne ferroviaire Paris-Marseille (gare importante à Montereau-Fault-Yonne). Il est accessible par la D 606. Le lac de la Grande-Paroisse s'étale en face du site de l'autre côté de la Seine.

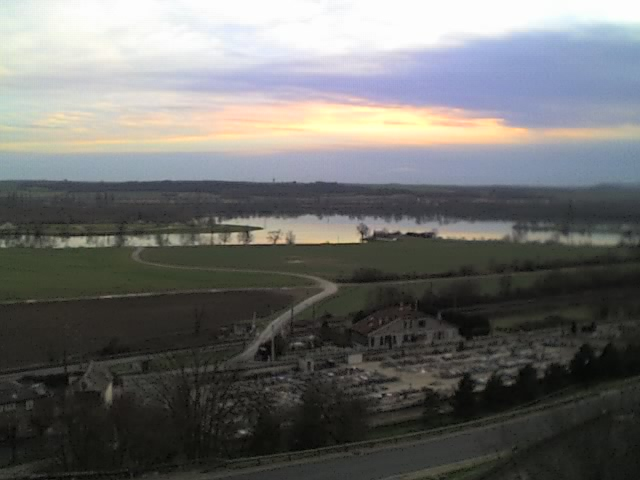
Le lac de la Grande-Paroisse.Pincevent est derrière le lac, vers la droite.

La vallée à cet endroit est à 50 m d'altitude. Marquée par de très nombreuses étendues d'eau et de marais, elle est large d'environ 1,8 km et se rétrécit vers l'ouest après l'élargissement provoqué par la jonction des deux grands cours d'eau Yonne et Seine. Elle est bordée par des flancs bien marqués, celui au nord étant plus abrupt et formant falaise en certains endroits avec une élévation de 50 m sur seulement 200 m linéaires.
Le site se trouve donc à l'entrée amont d'un goulet d'étranglement de la vallée entre les plateaux de la Brie et du Gâtinais.

### Autres sites préhistoriques dans les environs
Les environs sont riches en sites préhistoriques, notamment du Néolithique moyen. Sur la commune même, on trouve les sites du Chesnois et du tertre Guérin,.
Au nord-est, dans la vallée de la « petite Seine », en amont de Montereau-Fault-Yonne, se trouvent les sites de
Marolles (deux sépultures et les sites protohistoriques des « Gours-aux-Lions » et de la « Croix de la Mission », 12 km), des sites de la culture de Hallstatt à Châtenay-sur-Seine (20 km, deux sites), Balloy (22 km, deux sites dont la sépulture 13 des Réaudins), Noyen (40 km), Grisy (« Les Roqueux », 40 km), Barbuise (« Courtavant », Aube, 65 km), ;
À l'ouest se trouvent les sites d'
Écuelles (« Saint-Lazare », « Charmoy », 4 km), Noisy-sur-École (« Le Paradis », 35 km), Maisse (« L'Ouche de Beauce », Essonne, 40 km), Boigneville (Essonne, 40 km), Nanteau-sur-Essonne (« La Pente de Courcelles », 40 km) Buno-Bonnevaux (le « bassin de la Fontaine Saint-Léger » et le « Champtier des Bureaux », Essonne, 40 km) ;
Au nord-ouest se trouvent les sites de Saint-Mammès (« Les Montièvres », 8 km), Salins (« Montapot », 15 km), Chartrettes (25 km), Saint-Germain-lès-Corbeil (« Les Champs Dolents », Essonne, 50 km) ;
Au sud-ouest se trouvent les sites de Montigny-Esbly (« Lesches », 11 km), La Genevraye (Pleignes, Seine-et-Marne, 15 km) Saint-Pierre-lès-Nemours (« Rocher de la Grande École », « Rocher de la Joie », Seine-et-Marne, 25 km)… et de nombreux autres sites.

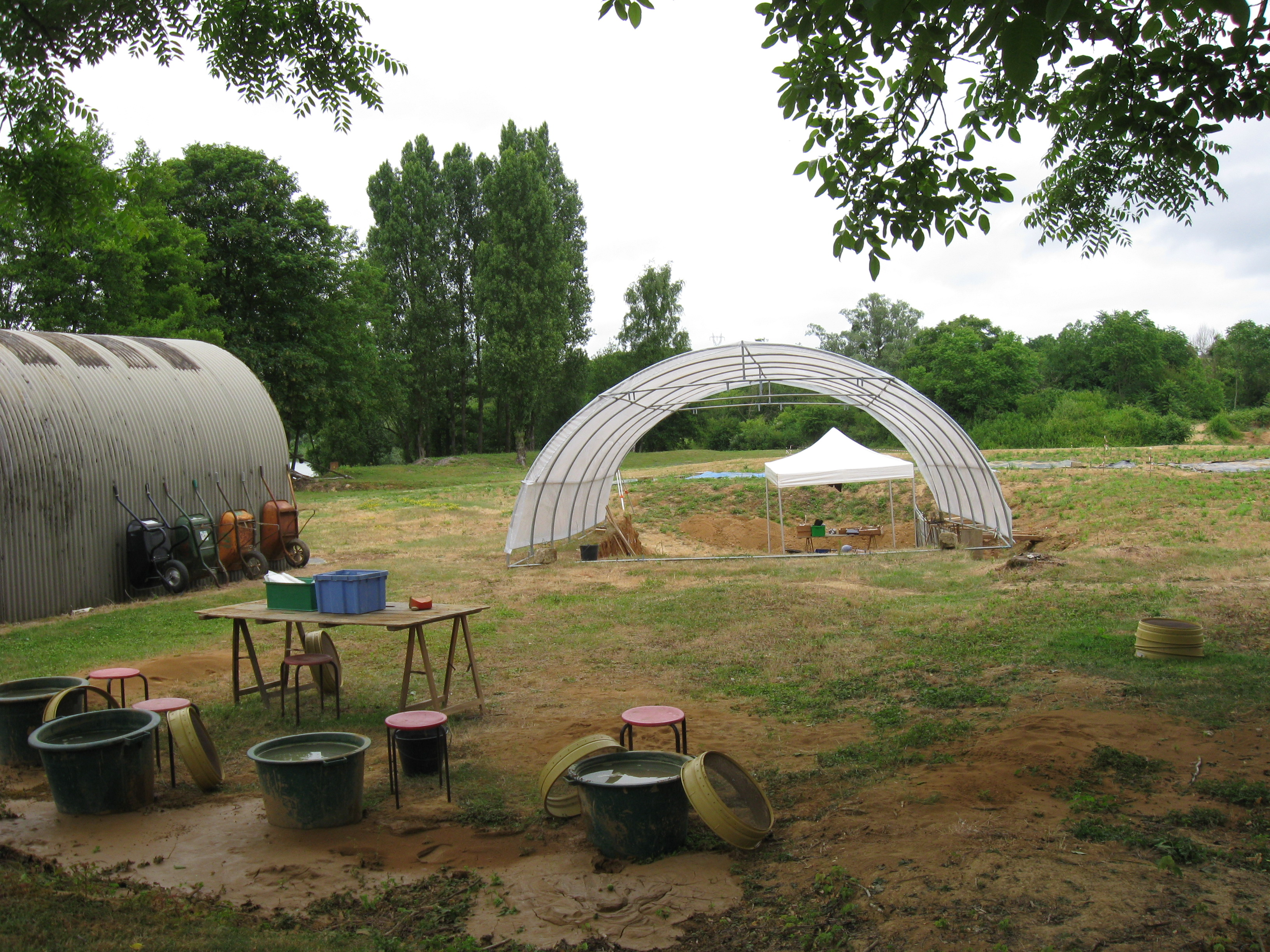
Les fouilles, postes de travail

## Historique
Le site de Pincevent se trouve dans une sablière exploitée depuis 1926. À partir de 1956, des découvertes fortuites y sont réalisées, puis des fouilles de sauvetage concernent un cimetière du Ve siècle. Des édifices gallo-romains, un cimetière gaulois, 10 à 11 foyers probablement néolithiques et les premiers foyers magdaléniens sont détruits par l'exploitation de la carrière entre 1956 et 1964, malgré la surveillance de chercheurs bénévoles dépourvus de moyens d'intervention.
L'un de ces chercheurs, Isabelle Roux-Rath, spécialiste de paléoclimatologie, qui réside à la Grande-Paroisse, alerte l'équipe d'André Leroi-Gourhan, le Centre de recherches préhistoriques et protohistoriques de l'université de Paris-I, qui intervient dans un premier temps dans le cadre de fouilles de sauvetage. Compte tenu de l'intérêt et de l'étendue du site, des mesures de protection sont prises, puis le terrain est acquis par l'État. Les fouilles peuvent donc continuer dans de meilleures conditions, sous la direction d'André Leroi-Gourhan jusqu'en 1985, puis par la suite par son équipe.

## Géologie
Le socle crayeux est à 10 m de profondeur en moyenne. Il est recouvert de sédiments fluviatiles meubles incluant du sable grossier et des morceaux de pierre allant jusqu'à plusieurs livres-poids. Les silex y sont très nombreux, voisinant avec des morceaux de granite apportés par la rivière depuis le Morvan. Ces sédiments forment une couche de 2 à 4 m d'épaisseur.
Ces sédiments sont recouverts d'une couche de limon compact très argileux de plus de 1 m d'épaisseur moyenne, parfois entrecoupé de sables, et qui semble avoir comblé un bras du fleuve. Vers l'est, ce limon laisse place à une argile brune qui descend jusqu'à 6 m,.

## Description

### Le site
Des sondages montrent que, malgré les destructions, l'habitat s'étend encore sur au moins 1 ha.
Pour les hommes préhistoriques, le site a deux attraits principaux : un gué sur la Seine et un gisement de silex sur les berges. Précisons cependant que les gués sont très nombreux sur cette portion de la Seine : le suivant en aval est à Tavers, où la rivière est encore moins profonde qu'à Pincevent, et on en trouve sept entre Pincevent et Saint-Mammès, à 8 km de là. Vers l'amont, il y en a sept entre Pincevent et le pont de Montereau.
L'organisation spatiale des vestiges lithiques et osseux ainsi que des foyers a été conservée de manière exceptionnelle par les fins limons d'inondation de la Seine. Leur étude a mis en évidence des aires d'activités circulaires correspondant vraisemblablement à l'emplacement d'habitations. Il a donc été proposé à titre d'hypothèse que les habitants vivaient dans des tentes démontables faites de peaux, similaires aux tipis des Nord-Amérindiens.

### Périodes d'occupation
Le site a été occupé il y a environ 12 300 ans (au Magdalénien supérieur), à plusieurs reprises, du début de l'été au début de l'hiver. L'étude des dents de renne montre que le site est occupé entre septembre et novembre.
Une quinzaine de niveaux d'occupation ont été trouvés dans les limons d'inondation.

### Vestiges humains
Des restes humains ont été trouvés dans le dernier niveau d'occupation magdalénien du site. Le site de la Chapelle-Saint-Mesmin (90 km au sud-ouest, près d'Orléans, Loiret) a lui aussi livré des vestiges humains du Magdalénien.

### Faune
Renne
Le renne représente, pour tous les niveaux sauf le dernier, la quasi-totalité de la faune chassée. L'étude des ossements de renne montre que les animaux entiers étaient ramenés au campement avant d'être partagés entre les différentes habitations.
Pas de vestiges de poissons
Le seul témoin de consommation de poisson est un outil en silex qui a pu servir à en écailler. S'il y a eu traitement de poissons sur le lieu, soit les restes (têtes, vertèbres) étaient rejetées à la rivière avec d'autres détritus, soit les poissons étaient traités ailleurs (au bord de l'eau en amont ou en aval), soit les poissons étaient vidés et fumés entiers pour être emportés et consommés ailleurs. Ou bien encore les humains ne venaient-ils pas là pour le poisson mais uniquement pour la chasse.
Œufs : consommation peu probable
Le niveau magdalénien supérieur IV20 (section 36), ou peut-être le niveau postérieur, a livré des débris de coquilles en quatre endroits (Leroi-Gourhan & Brézillon 1972, David 1994). Les espèces n'ont pas été déterminées mais les œufs ont la taille moyenne d'un œuf de poule ; David & Enloe (1992) parlent d'œufs de perdrix. Surtout, ils mentionnent que ces coquilles ne sont pas mélangées aux détritus alimentaires : « elles sont isolées, à l'écart du reste, dans des zones vides ». Il est donc fort possible que ces oeufs aient été pondus pendant que le site n'était pas occupé, au printemps par exemple (période de ponte des oiseaux sauvages), et « rien ne prouve qu'ils aient été mangés par les Magdaléniens ».

### Outillage lithique
La réalisation systématique de remontages des blocs de silex a mis en évidence des niveaux de compétences différents pour la taille du silex : certains tailleurs étaient expérimentés, d'autres étaient encore en phase d'apprentissage.

## Importance du site pour la méthodologie
Pincevent a joué un rôle important dans le développement d'une méthodologie améliorée des fouilles archéologiques en général. À la suite de ses travaux aux grottes d'Arcy-sur-Cure (qui se déroulent dans le même temps que les travaux de Louis Méroc dans les Pyrénées et avec des méthodes similaires), André Leroi-Gourhan y applique des techniques minutieuses de fouille par décapages mais surtout une méthodologie impliquant des enregistrements systématiques de tous les objets, traces, macro- et microstructures découvertes, visant à les positionner précisément dans un espace à 3 dimensions.
Avec cette méthode et à partir de l'analyse de dizaines de milliers d'éclats de pierre, de fragments de bois ou d'os éparpillés sur différents horizons, André Leroi-Gourhan et son équipe peuvent reconstituer l'habitat et la vie quotidienne des magdaléniens qui chassaient le renne et pêchaient sur les rives de la Seine 12 000 à 13 000 ans avant le présent. Cette technique, mise au point à Arcy-sur-Cure et perfectionnée à Pincevent, fait école et s'applique depuis sur la plupart des chantiers de fouilles préhistoriques.

## Protection
Le site préhistorique de Pincevent fait l'objet d'un classement aux Monuments historiques par arrêté du 1er septembre 1988.

## Reconstitution
Une tente paléolithique a été reconstituée au parc archéologique Asnapio de Villeneuve-d'Ascq (département du Nord), d'après les fouilles de Pincevent.

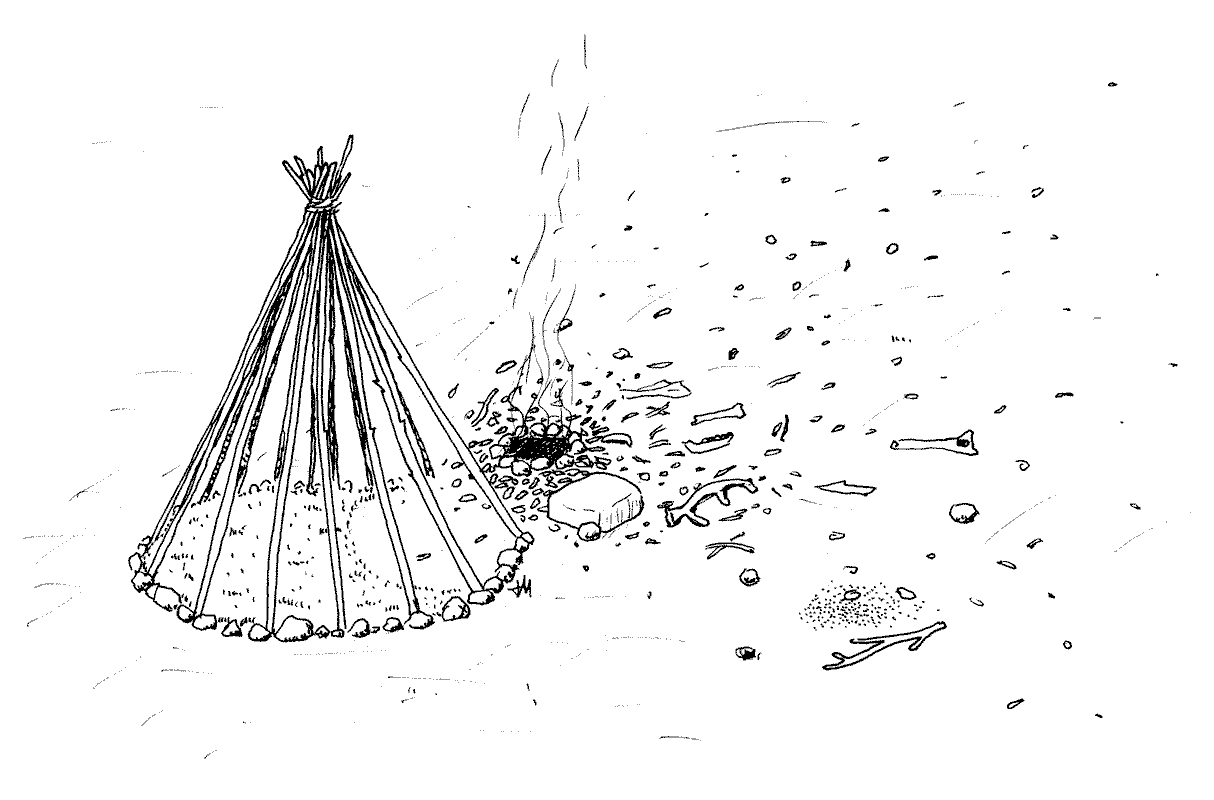
Proposition de reconstitution d'une habitation de Pincevent d'après la répartition spatiale des vestiges archéologiques
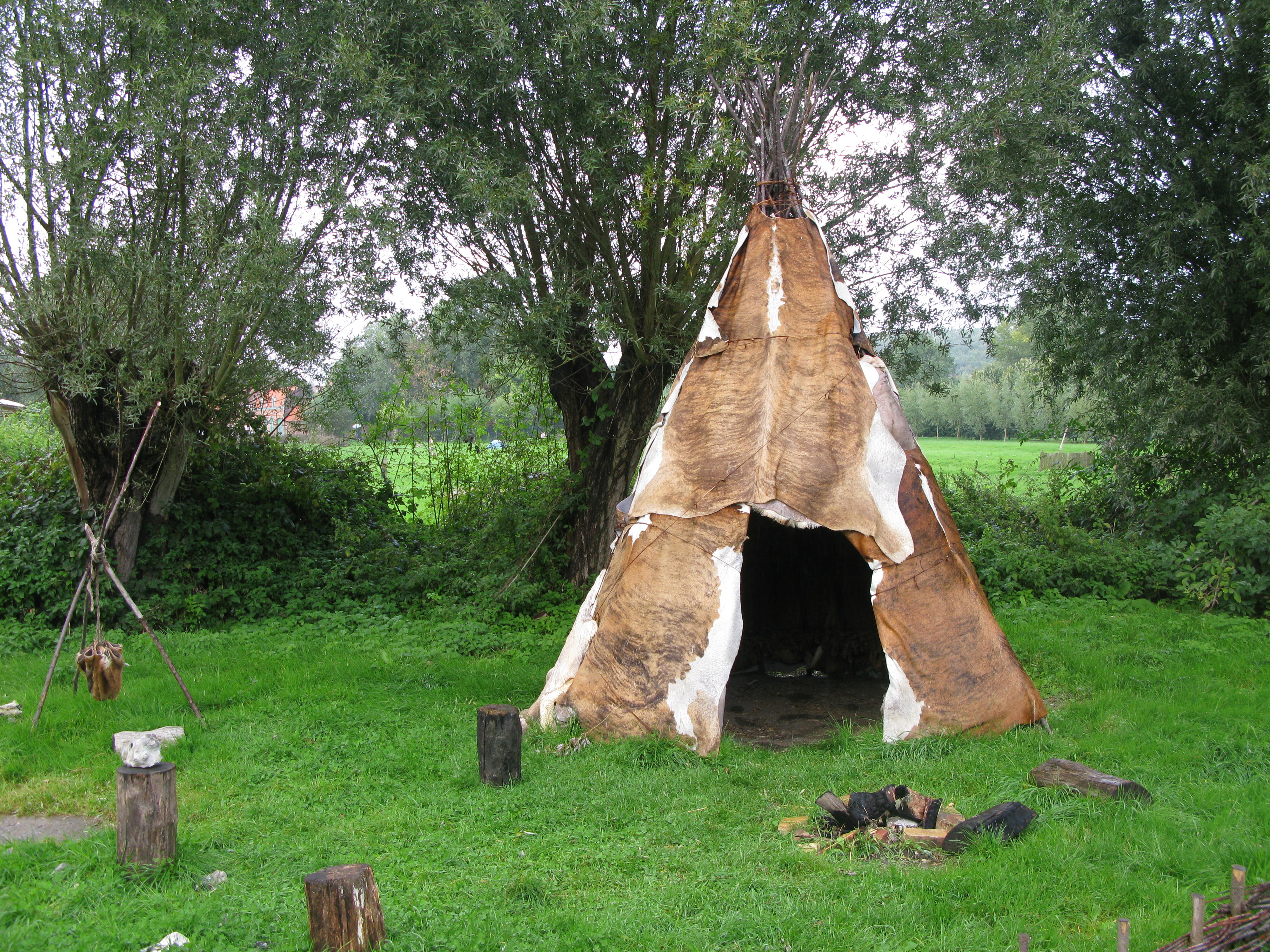
Tente au parc archéologique Asnapio de Villeneuve-d'Ascq (Nord)

### Film
- « Fiche de film »(Archive.org • Wikiwix • Archive.is • Google • Que faire ?), sur icronos.org, 1989